# Henri Conneau
Henri Conneau, född 4 juni 1803 i Milano, död 16 oktober 1877, var en fransk läkare och politiker.
Conneau var privatsekreterare hos exkungen av Holland Louis Bonaparte och blev senare Napoleon III:s intimaste vän och förtrognaste medhjälpare. Conneau delade dennes fångenskap på fästningen Ham och organiserade den lyckade flykten 1846. Från 1848 var han officiellt prinsens och senare kejsarens livmedikus och var medlem av den lagstiftande församlingen 1852-1867 och av senaten 1867-1870. Efter katastrofen 1870 följde Conneau kejsaren i fångenskapen och senare i dennes landsflykt.